# China Taiping Insurance Holdings
Die China Taiping Insurance Holdings (CTIH), (Kurz: China Taiping) ehemals China Insurance International Holdings Company Limited (CIIH), ist ein chinesischer Versicherungskonzern. Das Unternehmen ist trotz seiner Gründung in Hongkong stark von der chinesischen Zentralregierung beeinflusst und gilt als „Red Chip“-Unternehmen. Ihre Ursprünge reichen bis 1929 zurück, in ihrer heutigen Form als Holding wurde sie im Jahr 2000 gegründet.

## Geschichte
China Taiping wurde 1929 in Shanghai als nationales Versicherungsunternehmen in China gegründet.
Die China Taiping Insurance Holdings Company Limited wurde dann im Jahr 2000 an der Hongkonger Börse notiert und war damit der erste chinesische Versicherer, der im Ausland notiert wurde. Im Jahr 2013 schloss China Taiping seine Reorganisation und Umstrukturierung sowie gleichzeitig die Börsennotierung der Unternehmensteile erfolgreich ab.
Im Laufe seiner 89-jährigen Entwicklung hat sich China Taiping zu einer großen transnationalen Finanz- und Versicherungsgruppe mit 470.000 Mitarbeitern, 24 Tochtergesellschaften, fast 2.000 Geschäftsstellen und einem Gesamtvermögen von bis zu 550 Milliarden RMB entwickelt. Die Geschäftstätigkeit erstreckt sich auf viele Länder und Regionen der Welt, insbesondere auf das chinesische Festland, Hongkong, Macau, Nordamerika, Europa, Ozeanien sowie Ost- und Südostasien.
In Europa firmiert das Unternehmen als China Taiping Insurance (LU) S.A (kurz „CTIL“), gegründet im Januar 2022 mit Sitz in Luxemburg.
Zu den Geschäftsbereichen gehören Lebensversicherungen, allgemeine Versicherungen, Rentenversicherungen, Rückversicherungen, Rückversicherungsmakler und Versicherungsagenturen, Internetversicherungen, Vermögensverwaltung, Wertpapiervermittlung, Finanzleasing, Immobilieninvestitionen, Investitionen in Anleihen und weitere Wertpapiere und weitere Geschäftsbereiche. So bietet das Unternehmen seinen Kunden ein Portfolio an Finanz- und Versicherungsdienstleistungen.

## Unternehmensstruktur
Im Inland besteht die Gruppe aus:
- Taiping Life Insurance Co., Ltd.
- Taiping General Insurance Co., Ltd.
- Taiping Pension Co., Ltd.
- Taiping Asset Management Co., Ltd.
- Taiping Capital Asset Management Company Limited
- Taiping Industry Investment Management Co., Ltd.
- Taiping Petrochemical Financial Leasing Co., Ltd.
- Taiping Financial Technology Service (Shanghai) Co., Ltd.
- Taiping Financial Services Co., Ltd.
- Taiping Financial Operating Service (Shanghai) Co. Ltd.
- Taiping Financial Audit Service (Shenzhen) Co., Ltd.
- Taiping Science and Technology Insurance Co., Ltd.
- Taiping Reinsurance (China) Co., Ltd.

Während im Ausland folgende Tochterfirmen bekannt sind:
- China Taiping Insurance (LU) S.A

- China Taiping Insurance Holdings Company Limited
- Taiping Reinsurance Co. Ltd.
- China Taiping Insurance (HK) Company Limited
- Taiping Financial Holdings Company Limited
- Taiping Reinsurance Brokers Ltd.
- China Taiping Life Insurance (HK) Company Limited
- China Taiping Insurance (Macao) Co. Ltd.
- China Taiping Insurance (UK) Co., Ltd.
- China Taiping Insurance (Singapore) Pte., Ltd.
- PT. China Taiping Insurance Indonesia
- China Taiping Insurance Service (Japan) Co. Ltd.

## Aktionärsstruktur
Die Muttergesellschaft des börsennotierten Unternehmens ist China Taiping Insurance Group Limited (chinesisch: 中国太平保险集团有限责任公司), früher bekannt als China Insurance Company, Limited (chinesisch: 中国保险股份有限公司) und dann China Insurance (Holdings) Company, Limited (Chinesisch: 中国保险（控股）有限公司) von 2002 bis 2009.
Das Unternehmen war eine ehemalige Tochtergesellschaft der People's Insurance Company (Group) of China (PICC Group). 1999 beschloss der Staatsrat der Volksrepublik China jedoch, die PICC Group in China Life, China Re und die heutige PICC Group aufzuspalten, während die China Insurance Company die Auslandsgeschäfte der ehemaligen größeren PICC Group übernahm.
Zum 31. Dezember 2018 hielt die China Taiping Insurance Group 59,64 % der Aktien des börsennotierten Unternehmens. Das Finanzministerium hielt wiederum 90 % der Anteile an der China Taiping Insurance Group.
Die restlichen Anteile der China Taiping Insurance Group befanden sich seit Januar 2019 im Besitz des National Council for Social Security Fund (SSF).